# Cæsars borgerkrig
Cæsars borgerkrig (49–45 f.Kr.), undertiden også omtalt som Den Store Romerske Borgerkrig, var en borgerkrig under den sene Romerske Republik mellem to fraktioner: cæsarianerne og pompeianerne, der blev ledet af henholdsvis Gajus Julius Cæsar og Gnæus Pompejus Magnus (Pompeius). Hovedårsagen til borgenkrigens udbrud var politiske spændinger i forbindelse med Cæsars forventede tilbagevenden til Rom efter hans guvernørskab i Gallien udløb.
Før borgerkrigen udbrød, havde Cæsar ledt en invasion af Gallien i næsten ti år. En optrapning af spændingerne begyndte mod slutningen af 50 f.Kr., hvor både Cæsar og Pompejus nægtede at give sig i forhold til en række krav. Pompejus og hans allierede fik derefter Senatet til at kræve, at Cæsar skulle opgiver sine provinser og sine hære i begyndelsen af 49 f.Kr. Cæsar nægtede at imødekomme dette krav og krydsede i stedet Rubicon-floden for derefter at marchere mod Rom.
Krigen blev udkæmpet i romersk Italien, Illyricum, Graecia (nytidens Grækenland), Aegyptus (nutidens Egypten), Afrika og Hispania. De afgørende kampe fandt sted i Graecia i 48 f.Kr. Her besejrede Pompejus indledningsvis Cæsar i forbindelse med Slaget ved Dyrrhachium. Pompejus tabte dog efterfølgende det afgørende – og større – slag ved Farsalos, hvorefter Pompejus' hær gik i opløsning. Mange fremtrædende tilhængere af Pompejus overgav sig efterfølgende, herunder Marcus Junius Brutus og Cicero. Andre kæmpede videre, heriblandt Cato den Yngre og Metellus Scipio. Pompejus flygtede selv til Aegyptus, hvor han blev myrdet ved sin ankomst.
Cæsar ledte efterfølgende en militærekspedition til Lilleasien, inden han angreb Nordafrika, hvor han besejrede Metellus Scipio i 46 f.Kr. i forbindelse med Slaget ved Thapsus. Cato og Metellus Scipio begik herefter selvmord. Året efter besejrede Cæsar den sidste fraktion af pompeianerne i forbindelse med Slaget ved Munda i Hispania, som blev ledet af hans tidligere løjtnant Labienus. Cæsar blev derefter udnævnt til Dictator perpetuo ("diktator i evighed" eller "diktator på livstid") af det romerske Senat i 44 f.Kr. Kort tid herefter blev Cæsar myrdet af en gruppe senatorer, heriblandt Brutus (som Cæsar ellers havde benådet efter Slaget ved Farsalos).
Borgerkrigen er et af de almindeligt anerkendte slutpunkter for det republikanske styre i Rom. Nogle forskere betragter krigen som den umiddelbare årsag til republikkens fald på grund af dens polariserende effekt og afbrydelse af det normale republikanske styre. Cæsars omfattende sejr og hans øjeblikkelige død herefter efterlod et magttomrum i Rom; i de følgende år lykkedes det hans arving Octavian at tage den fulde kontrol over Rom, hvilket afstedkom dannelsen af det Romerske Kejserige, hvor Octavian i 27 f.Kr. blev tildelt titlen Augustus.

## Baggrund
Det primære spørgsmål i optakten til krigen var, hvordan Cæsar – der havde været i Gallien i næsten et årti før 49. f.Kr. – skulle genintegreres i Roms politiske struktur, efter at have akkumuleret enorm magt og rigdom i Gallien.
Mod slutningen af hans periode som konsul i 59 f.Kr. sikrede Cæsar sig, at han blev tildelt guvernørskabet (han blev udpeget prokonsul) over de romerske provinser Cisalpine Gallien, Illyricum og Transalpine Gallien startende fra 58 f.Kr. af Senatet. Cæsar havde allieret sig med Crassus og Pompejus i det såkaldte Første Triumvirat under sin konsul-periode i 59 f.Kr.. Alliancen mellem de tre mænd afstedkom en både skarp omstrukturering og tilpasning af eksisterende politiske alliancer i Rom, hvilket umiddelbart kom de tre mænd til gode, men på længere sigt medførte, at aristokratiske grupper forenede sig i opposition mod disse mænd. De kortsigtede fordele muliggjorde bl.a., at Pompejus østlige erobringer blev ratificeret af Senatet ligesom landbrugs- og skattereformer, der tilgodeså både Cæsars, Pompejus' og Crassus' politiske interesser blev vedtaget.
Den politiske alliance mellem de tre mænd begyndte dog gradvist at bryde sammen fra midten af 50'erne f.Kr. Pompejus og Crassus blev dog begge valgt som konsuler for året 55 f.Kr. Med deres fælles konsulskab fik de tildelt nye provinskommandoer, hvor Pompejus modtog guvernørskabet over Hispania, mens Crassus blev udpeget guvernør over Syrien. Cæsar fik samtidig fornyet sit prokonsulat over Gallien.
Efter Crassus' afgang fra Rom i slutningen af 55 f.Kr. og senere død i 53 f.Kr. begyndte alliancen for alvor at bryde sammen. Ligeledes medvirkede Julias (Cæsars datter og Pompejus kone) død i 54 f.Kr. til at forholdet mellem Pompejus og Cæsar blev forværret, og "en konfrontation mellem [de to] virkede derfor uundgåelig". Fra 61 f.Kr. havde den vigtigste politiske dagsorden i Rom været at sikre en modvægt mod Pompejus indflydelse, hvilket havde medført, at Pompejus havde søgt allierede uden for det senatoriske aristokrati – dvs. Crassus og Cæsar – men en stigning i den politisk vold fra 55 til 52 f.Kr. tvang endeligt Senatet til at alliere sig med Pompejus for at genoprette orden. Nedbrydningen af ordenen i 53 og 52 f.Kr. var ekstremt foruroligende: mænd som Publius Clodius Pulcher og Titus Annius Milo var "essentielt uafhængige aktører", der ledede store voldelige gadebander i et meget ustabilt politisk miljø. Dette førte til Pompejus blev udpeget som ene konsul i 52 f.Kr., hvor han egenhændigt tog kontrol over byen uden at indkalde til en valgforsamling.

Den politiske agitation for at fratage Cæsar hans kommando over hans legioner og provins var allerede begyndt i foråret 51 f.Kr.: M Claudius Marcellus hævdede det år, at erobringen af Alesia og sejren over Vercingetorix betød, at Cæsars provincia (dvs. opgave) i Gallien var fuldført, og derfor var hans kommando udløbet. Marcellus argumenterede også for, at Cæsars forventede ønske om at opstille (in absentia) for en anden periode som romersk konsul ikke længere var berettiget efter hans sejr. Uagtet heraf afviste Senatet Marcellus' forslag. Ligeledes afviste de senere hans forslag om at erklære Cæsars embedsperiode i Gallien for afsluttet den 1. marts 50. f.Kr. På dette tidspunkt medvirkede Pompejus også til at afvise disse forslag.
Efter sommeren 50 f.Kr. var "positioner blevet forhærdede, og begivenhederne udviklede sig uigenkaldeligt hen imod en katastrofe", hvor Pompejus nu afviste Cæsars forslag om at opstille som konsul, indtil han havde opgivet sin hær og provinser. Senatet, som helhed, var relativt fredeligt og støttede et forslag fra Cæsars allierede C Scribonius Curio – som på daværende tidspunkt var plebejertribun – om at både Pompejus og Cæsar skulle opgive deres hære og kommandoer. Forslaget blev vedtaget i Senatet med 370 stemmer for og 22 stemmer imod den 1. december 50 f.Kr., men det blev afvist af Pompejus og konsulen. Konsulen C Claudius Marcellus udnyttede herefter rygter om, at Cæsar forberedte en invasion af det romerske Italien og udpegede Pompejus til at forsvare byen og republikken.
En af årsagerne til, at Cæsar sandsynligvis i sidste ende besluttede sig for at gå i krig, var, at han nok ville blive retsforfulgt for juridiske uregelmæssigheder i forbindelse med sin periode som romersk konsul tilbage i 59. f.Kr. Ligeledes kunne han blive retsforfulgt for overtrædelser af forskellige love vedtaget af Pompejus i slutningen af 50'erne. Konsekvensen af et sådan retsopgør ville sandsynligvis have været vanære og eksil. Imidlertid betvivles denne teori om et muligt retsopgør – der er fremsat af Sveton og Pollio – som værende "meget tvivlsom" og "yderst tvivlsom" af forskellige historikere. Der er således ingen beviser fra perioden 50–49 f.Kr. på, at nogen seriøst planlagde at stille Cæsar for retten. Cæsars beslutning om at udkæmpe en borgerkrig kunne også være motiveret af hans vedvarende vanskeligheder ved at opnå et andet konsulskab og en triumf: hvis dette ikke lykkes, ville det have sat hans politiske fremtid på spil. Desuden var krig i 49 f.Kr. fordelagtig for Cæsar, idet han havde stærke militære ressourcer til rådighed, mens Pompejus og hans støtter knapt nok var begyndt at mobilisere deres styrker.
Selv i antikken var årsagerne til krigen gådefulde og forvirrende, og specifikke motiver var "ikke til at finde nogle steder". Der eksisterede forskellige påskud for krigen, såsom Cæsars påstand om, at han forsvarede plebejertribunernes rettigheder, efter at disse var flygtet fra byen, hvilket "alt for åbenlyst" var en misvisende årsagsforklaring. Cæsars egen forklaring var, at han ville beskytte sine personlige dignitas (værdighed eller prestige); både Cæsar og Pompejus var drevet af stolthed, hvor Cæsar nægtede at "underkaste sig de konservatives (pompeianernes) trusler, og endnu mindre Pompejus "mobning", som den amerikansk historiker Erich Gruen har udtrykt det. Pompejus nægtede på tilsvarende vis at acceptere Cæsars forslag, der var leveret som om de var direktiver. Inden de sidste uger af året 50 f.Kr herskede der kun en minimal lyst til krig, men de "havde fanget sig... i en politisk skruestik, hvorfra de ikke kunne komme ud med deres værdighed, undtagen ved aggressiv selvhævdelse", mens Cæsar ikke kunne "tillade [sin status og omdømme] at kollapse gennem underkastelse".

## Borgerkrig
I månederne op til januar 49 f.Kr. synes både Cæsar og de anti-Cæsarianske kræfter (bestående af Pompejus, Cato og andre) at tro, at den anden part ville give efter eller – hvis dette ikke skete – tilbyde mere gunstige betingelser. Tilliden mellem de to parter var blevet forringet i årerne op til borgenkrigens udbrud, og gentagne perioder med store politiske spændinger havde skadet chancerne for et kompromis.
Den 1. januar 49 f.Kr. erklærede Cæsar, at han ville være villig til at træde tilbage, hvis Pompejus ligeledes ville gøre det, men – i henhold til historikeren Erich Gruen – Cæsar kunne "ikke tåle nogen forskel i deres [Cæsar og Pompejus] styrkerforhold", og han truede med krig, hvis hans vilkår ikke blev imødekommet. Cæsars repræsentanter i Rom mødtes med senatoriske ledere med et mere forsonende budskab, hvor Cæsar var villig til at opgive provisen Transalpine Gallien, hvis han ville få lov til at beholde to legioner og retten til at opstille som konsul uden at opgive sit imperium (og dermed ret til en triumf). Disse vilkår blev dog afvist af Cato, som erklærede, at han ikke ville gå med til noget, medmindre det blev fremlagt offentligt foran Senatet.
På krigens tærskel (d. 7. januar 49 f.Kr.) blev Senatet overbevist  – mens Pompejus og Cæsar fortsatte med at opruste og samle tropper – om at kræve, at Cæsar skulle opgive sit embede eller blive erkæret fjende af staten. Få dage senere fratog Senatet ligeledes Cæsars tilladelse til at opstille til valg in absentia og udnævnte samtidig en efterfølger til Cæsars prokonsul i Gallien. Pro-Cæsarianske plebejertribuner nedlagde veto mod disse forslag og handlinger, men dette blev ignoreret af Senatet, der i stedet udstedte et senatus consultum ultimum ("Senatets endelige dekret"), hvilket bemyndigede magistrater til at tage de nødvendige foranstaltninger for at sikre statens sikkerhed. Som reaktion herpå flygtede en række af disse pro-Cæsarianske tribuner ud af Rom og mod nord til Cæsars lejr. Disse tribunere dramatiserede samtidig hele situation, hvilket medvirkede til at optrappe situationen.

### Krigens begyndelse

#### Krydser Rubicon
Den 10. eller 11. januar krydsede Cæsar Rubicon-floden, der markerede grænsen mellem provinsen Cisalpine Gallien mod nord og romersk Italien mod syd. Sveton hævder, at Cæsar udbrød alea iacta est ("terningen er kastet"), da han krydsede Rubicon-floden, selvom Plutarch fastholder, at Cæsar talte græsk og citerede digteren Menander ved at sige anerriphtho kubos ("ἀνερρίφθω κύβος", "lad terningen blive kastet"); Cæsars egne erindringer nævner slet ikke Rubicon-floden. Denne begivenhed markerede en formel start på kamphandlingerne og borgerkrigen, og gjorde "uden tvivl" Cæsar til "en oprører".
På begge sider fulgte soldaternes deres ledere: "de galliske legioner adlød deres mæcen og velgører [der] fortjente det gode af res publica ... andre fulgte Pompejus og konsulerne [der] repræsenterede res publica". Cæsar sørgede for at tale til sine mænd: i henhold til hans egen beretning talte han om uretfærdigheder begået mod ham af hans politiske modstandere, herunder at Pompejus havde forrådt ham. Han fokuserede endvidere på, hvordan plebejertribunernes rettigheder var blevet forulempet af Senatets ved at ignorere deres vetoer, hvorefter han lod tribunerne – der var flygtet fra Rom – paradere foran tropperne. Med hensyn til senatus consultum ultimum hævdede Cæsar, at det var unødvendigt og kun burde anvendes i situationer, hvor Rom var direkte truet.
For de fleste romere var valget mellem, hvilken side de skulle stå på, svært. Kun et lille antal mennesker var  forpligtet til den ene eller den anden side ved begyndelsen af fjendtlighederne. For eksempel Gajus Claudius Marcellus, der som konsul i 50 f.Kr. havde udpeget Pompejus til at forsvare byen, valgte neutralitet. Den dengang unge Marcus Junius Brutus, hvis far var blevet dræbt af Pompejus da Brutus var barn, og hvis mor var Cæsars elsker, og som var vokset op i Cato den Yngres hus, valgte at forlade byen og alliere sig med Pompejus. Cæsars mest betroede løjtnant i Gallien, Titus Labienus, valgte at skrifte side fra Cæsar til Pompejus – muligvis fordi at Cæsars tog æren for alle de militære sejre, som de havde vundet under Gallerkrigene, eller alternativt som følge af en tidligere loyalitet over for Pompejus.

#### March mod Rom
Cæsars timing var fremsynet: det romerske Italien var uforberedt på en invasion. Cæsar indtog Ariminum (nutidens Rimini) uden modstand, da hans mænd allerede havde infiltreret byen; han erobrede yderligere tre byer hurtigt herefter. Nyheden om Cæsars indtog i Italien nåede Rom omkring den 17. januar. Som reaktion udstedte Pompejus "et edikt, hvori han anerkendte en tilstand af borgerkrig, befalede alle senatorerne til at følge ham, [og] erklærede, at han ville betragte enhver, der blev tilbage som en tilhænger af Cæsar". Pompejus og hans allierede forlod byen sammen med mange vakkelvorne senatorer, der frygtede blodige hævndrab som havde været tilfældet i forbindelse med de tidligere borgerkrige. Andre senatorer forlod Rom til fordel for deres landvillaer i håb om at holde lav profil.
Mod slutningen af januar forhandlede Cæsar og Pompejus, hvor Cæsar foreslog, at de to vendte tilbage til deres provinser (hvilket ville have krævet, at Pompejus skulle rejse til Hispania) og derefter opløse deres hære. Pompejus accepterede disse betingelser forudsat, at de straks trak sig ud af Italien og underkastede sig Senatets mægling af striden. Dette krav, som Cæsar afviste, ville have gjort ham afhængig af en mægling fra et fjendtligtsindet Senat, samtidig med at han ville opgive alle fordelene ved hans overraskende invasion. Cæsar fortsatte således sin fremrykning.
Cæsar mødte fem kohorter under Quintus Minucius Thermus ledelse ved Iguvium, men Thermus' styrker deserterede hurtigt herefter. Cæsar overrendte efterfølgende Picenum, som var det område, hvorfra Pompejus' familie stammede fra. Selvom Cæsars tropper én enkelt gang kom i kamp med lokale styrker, var befolkningen generelt ikke fjendtligtsindet overfor Cæsar. Hans tropper afholdt sig ligeledes fra at plyndre samtidig med, at Cæsars modstandere havde "ringe folkelig opbakning". I februar 49 f.Kr. modtog Cæsar forstærkninger og indtog Asculum, efter den lokale garnison havde deserteret.
Først da han nåede Corfinium mødte han for alvor modstand, som var ledet af Lucius Domitius Ahenobarbus. Ahenobarbus var nyligt blevet udnævnt guvernør over Gallien af Senatet. Pompejus havde opfordret Ahenobarbus til at trække sig sydpå og slutte sig til ham, men Ahenobarbus havde besvaret dette med en anmodning om støtte; uanset hvad forberedte Cæsar sig på en belejring. Efter at Ahenobarbus havde modtaget et brev fra Pompejus, hvori Pompejus nægtede at komme ham til undsætning, hævdede han alligevel, at hjælp var på vej. Ahenobarbus blev dog efterfølgende afsløret i at planlagde sin egen personlige flugt. Som reaktion herpå arresterede hans mænd ham og sendte en udsending ud for at overgive sig til Cæsar efter en kort (blot en ugelang) belejring. Blandt de overgivne var omkring halvtreds senatorer og equites, som Cæsar alle lod gå fri. Da Corfiniums lokale magistrater overleverede omkring seks millioner sestertii, som Ahenobarbus havde medbragt for at betale sine mænd, returnerede Cæsar det til mændene og bad dem om at aflægge en loyalitetsed, hvilket de gjorde.
Cæsars fremrykning langs Adriaterhavskysten var overraskende mild og disciplineret: hans soldater plyndrede ikke landområderne, som soldater havde gjort under Forbundsfællekrigen et par årtier tidligere. Heller ikke Cæsar hævnede sig på sine politiske modstandere, som Sulla og Marius havde gjort. Politikken med at udvise barmhjertighed havde også en praktisk side: Cæsars forsonende politik medvirkede til, at den italienske befolkning ikke vendte sig mod ham. Samtidig planlagde Pompejus at flygte østpå til Grækenland, hvorfra han havde mulighed for at rejse en massiv hær fra de østlige romerske provinser. Han flygtede derfor til Brundisium (nutidige Brindisi), og beslaglagde handelsskibe for at rejse over Adriaterhavet.
Cæsar forfulgte Pompejus til Brundisium og ankom den 9. marts med seks legioner. På dette tidspunkt havde størstedelen af Pompejus' styrker dog allerede stævnet ud, mens kun en bagtrop bestående af to legioner afventede at blive transporteret over Adriaterhavet. Cæsar forsøgte herefter at blokere havnen, mens han samtidig genåbnede forhandlingerne. Pompejus nægtede dog at forhandle og flygtede østpå med næsten alle sine mænd og alle skibene i regionen.

### Hispania og Afrika
Efter tilbageslaget ved Brundisium, og for samtidig at udnyttede Pompejus flugt mod øst, marcherede Cæsar i stedet mod vest til Hispania. Pompejus, som guvernør af Hispania, havde flere loyale legioner udstationeret i Hispania. Mens Cæsar stadig var i Italien indkaldte han til et møde i det amputeret Senat (mange af senatorerne var flygtet ud af Rom sammen med Pompejus) den 1. april. Her gentog Cæsar sine klagepunkter og bad om, at Senatet sendte en udsending for at forhandle med Pompejus. Selvom forslaget blev vedtaget, meldte ingen sig frivilligt. Der blev også indkaldt til et møde i concilium plebis; selv om Cæsar her lovede enhver borger 300 sestertii og en garanti for kornforsyningen, blev forslaget mødt med behersket begejstring.
En plebejertribunerne, Lucius Caecilius Metellus, nedlagde efterfølgende veto mod Cæsars forsøg om at plyndre statskassen. Dette veto blev dog enten ignoreret eller også blev plebejertribunen truet på sit liv, indtil han trak dette veto tilbage. Denne handling understregede også skueprocessen bag Cæsars formodede casus belli med henblik på at beskytte tribunernes rettigheder: "manden, der i januar havde proklameret sig som forsvarer af tribunernes rettigheder, var nu lige så klar som sine modstandere ... [til] at true en af disse magistrater.".  Cæsars plyndring indbragte omkring 15 tusind guldbarrer, 30 tusinde sølvbarrer og 30 millioner sestertii, herunder en særlig fond (Aerarium), der gennem århundreder var blevet opbevaret til forsvar mod galliske angreb.
Cæsar betroede Marcus Antonius med ansvaret for at opretholde orden i Italien og rejste derefter mod vest til Hispania. På sin vej mod Hispania indledte Cæsar en belejring af Massilia (nutidens Marseille), da byen nægtede ham adgang. Massilia var desuden kommet under føromtalte Domitius Ahenobarbus' kommando. Efter at have efterladt en belejringsstyrke ved Massilia, drog Cæsar mod Hispania med en lille gruppe af livvagter og 900 tyske kavaleri. Han ankom i juni 49 og ved Ilerda (nutidens Lleida) besejrede han en pompejansk hær, som var under legaterne Lucius Afranius' og Marcus Petreius' kommando. Pompejus' tilbageværende legat i Hispania, Marcus Terentius Varro, overgav sig kort tid herefter, hvorpå hele Hispania varr bragt under Cæsars kontrol.
Samtidig med Cæsars invasion af Hispania sendte han sin løjtnant Curio til at invadere Sicilien og Afrika med støtte fra Gajus Caninius Rebilus. Disse styrker blev dog besejret ved Slaget ved Bagradas-floden i august 49. f.Kr. Curio blev dræbt i kamp.
Cæsar vendte tilbage til Rom i december 49 f.Kr. og efterlod Quintus Cassius Longinus med kommandoen over Hispania og fik praetor Marcus Aemilius Lepidus til at udnævne ham til diktator. Som diktator afholdte Cæsar valg til konsul for 48 f.Kr., hvorefter han brugte sine diktatoriske beføjelser til at vedtage love, der tilbagekaldte dem, der var blevet sendt i eksil af Pompejus i 52. f.Kr. – undtagen Titus Annius Milo – ligesom han genoprettede de politiske rettigheder for de børn, hvis forældre havde været ofre for Sullas proskriptioner. Den eneste måde hvorpå Cæsar kunne undgå at opgive sit imperium, sine legioner, provincia og sin ret at modtage en triumf mens han befandt sig i pomerium, var ved at lade sig udpege som diktator. Han opstillede i de konsul-valg, som han selv havde indkaldt til, og vandt en anden periode som konsul sammen med Publius Servilius Vatia Isauricus som sin med-konsul. Han trådte tilbage som diktator efter elleve dage. Herefter genoptog Cæsar sin forfølgelse af Pompejus over Adriaterhavet.

### Makedonsk kampagne
Da Cæsar ankom til Brundisium, manglede han skibe til at transportere hele sin hær på én gang over Adriaterhavet. Dette betød, at han var nødsaget til at fortage flere overfarter over Adriaterhavet, hvilket yderligere var kompliceret af den pompejansk flåde, som var patruljerede den østlige side af Adriaterhavet under Marcus Calpurnius Bibulus' kommando. Cæsar fortog en overfart den 4. januar 48 f.Kr., som overraskede den pompejansk flåde, da Pompejus tropper var spredt over forskellige vinterkvarterer og Bibulus' flåde derfor ikke klar. Denne overfart havde overrasket Bibulus, da normal romersk kutyme dikterede, at man ikke krydsede Adriaterhavet om vinteren, som følge af den øgede risiko for dårligt vejr og dermed også øget risiko for at forlise. Selvom den romerske kalender sagde januar på dette tidspunkt afveg denne kalender, på dette tidspunkt, dog signifikant fra det faktiske solår – således svarede dato for denne overfart nærmere til sent efterår.
Bibulus' flåde hanlede dog hurtigt i gang og kaprede nogle af Cæsars transportskibe, da de vendte tilbage mod Brundisium. Dette efterlod Cæsar strandet med syv legioner og sparsomme forsyninger af mad. Herefter rykkede Cæsar frem mod Apollonia, hvor han mødte begrænset lokal modstand. Det gav ham mulighed for at sikre sig en base og forsyninger. Da han opdagede, at Pompejus' vigtigste forsyningsbase lå ved Dyrrachium, marcherede han mod den. Men han trak sig tilbage igen, da Pompejus ankom først med overlegne styrker.
Efter at resten af Cæsars hær ankom fra Italien, under ledelse af Marcus Antonius, den 10. april rykkede Cæsar frem mod Dyrrachium igen, hvilket førte til Slaget ved Dyrrachium. Efter at have forsøgt at omringe de pompeianske forsvarere, forsøgte Cæsar at indtage det vitale pompeianske logistikbase Dyrrachium, men det lykkedes ikke, efter at Pompejus besatte det og de omkringliggende høje. Som modsvar herpå belejrede Cæsar Pompejus' lejr og opførte en befæstningslinje omkring den. Efter måneder med småkonfrontationer lykkes det dog Pompejus at bryde igennem Cæsars befæstninger, hvilket tvang Cæsar til en strategisk tilbagetrækning til Thessalien.
Efter sejren ved Dyrrachium ønskede Cæsar at skåne Italien for invasion og forhindre, at han skulle nedkæmpe Scipio Nasicas styrker, der ankom fra Syrien. Han var også under pres fra sine overmodige allierede, der beskyldte ham for at forlænge krigen for at beholde kommandoen længere. Derfor forsøgte Pompejus at tvinge Cæsar ud i et afgørende slag. Efter at have mødt op med Scipio Nasicas syriske forstærkninger, forfulgte Pompejus Cæsar med sine styrker i starten af august og søgte efter terræn, der var fordelagtigt for et slag. Efter flere dages kavaleri-træfninger lykkedes det Cæsar at lokke Pompejus væk fra en bakke og tvinge ham til at kæmpe på sletten ved Pharsalus. Under slaget mislykkedes en flankeringsmanøvre – ledet af Labienus – mod en reservelinje af Cæsars tropper, hvilket førte til sammenbruddet af det pompeianske infanteri mod Cæsars veteraner. Kort tid efter slaget, engang i oktober, blev Cæsar udnævnt til diktator for anden gang, denne gang for et helt år.
Pompejus, fortvivlet over nederlaget, flygtede med sine rådgivere oversøisk til Mytilene og derfra til Kilikien, hvor han afholdte et krigsråd; samtidig samledes Catos tilhængere i Corcyra og drog derfra til Libyen. Andre, inklusive Marcus Junius Brutus, søgte Cæsars benådning og rejste over marskområder til Larissa, hvor han derefter blev hilst elskværdigt velkommen af Cæsar i sin lejr. Pompejus' krigsråd besluttede at flygte til Egypten, som året forinden havde forsynet ham med militær hjælp.

### Kamp om den egyptiske trone
Da Pompejus ankom til Egypten (Ptolemæiske Kongerige), blev han mødt af en velkomstdelegation bestående af flere egyptere og to romerske officerer, som havde tjent under ham for år tilbage. Kort efter han var gået ombord på deres båd, blev han myrdet for øjnene af sin kone og sine venner på dækket. Cæsar forfulgte energisk Pompeius, idet hans dygtighed og netværk af klienter gjorde ham til den største trussel. Først rejste han til Lilleasien og derefter til Cypern og afslutningsvis til Egypten, hvor han ankom tre dage efter Pompeius' drab. Her blev han præsenteret Pompejus' hoved sammen med hans seglring. Cæsar græd, da han så ringen og veg tilbage fra hovedet. "Hans afsky og sorg kan meget vel have været oprigtig, da han fra begyndelsen havde sat en stor ære i barmhjertighed".
Egypten havde på dette tidspunkt været plaget af gentagne borgerkrige, der ofte også blev mæglet af Rom – delvist hjulpet af de massive bestikkelser, som egyptiske monarker gav til de romerske ledere – som udhulede rigets uafhængighed. Mens han opholdte sig i Egypten, blev Cæsar involveret i en dynastisk strid mellem Ptolemaios XIII og Kleopatra. Det var i et testamente (registreret i Rom) fra den sidste egyptiske konge (Ptolemæus XII Auletes) blevet bestemt, at de søskende (og ægtefæller) skulle regere landet sammen. I år 48 f.Kr. var forholdet mellem de to medregenter dog brudt sammen, og de befandt sig over for hinanden med hære på hver sin side af Nilen.
Cæsar krævede, at en enorm gæld på ti millioner denarer skulle tilbagebetales, som den forrige konge har lovet. Kravet var næsten helt sikkert motiveret af de "massive finansielle forpligtelser", der skulle bruges til at betale hans tropper. Han erklærede desuden, at han ville mægle arvestridigheden mellem Ptolemæus XIII og Kleopatra. Som modsvar samlede Pothinus (Ptolemæus XIII's eunuk-regent) tilsyneladende en hær, der belejrede det kongelige kvarter i Alexandria, som Cæsar havde besat siden sin ankomst til Egypten. Cæsar tilkaldte herefter forstærkninger fra det den romerske provins i Asien.
Under belejring i Alexandria mødte Cæsar Kleopatra, efter hun i hemmelighed havde sneget sig ind i det kongelige kvarter. Cæsar indledte indledte efterfølgende et forhold med hende. Omkring dette tidspunkt fremlagde Cæsar også sin afgørelse med hensyn til den dynastiske strid: testamentets vilkår var klare, og begge skulle være medherskere. Beslutningen ophidsede sandsynligvis Ptolemaios XIII, der formentlig allerede var bekendt med forholdet mellem Caesar og Kleopatra. Efter nogle måneder med belejring blev Cæsars styrker undsat af tropper under Mithridates af Pergamon fra Syrien. Det ledte til et slag mod egypterne, hvor de blev fuldstændig besejret. Ptolemaios XIII flygtede, men druknede da hans båd kæntrede.
Efter sejren gav Cæsar den romerske provins Cypern til Egypten. Han fik formentlig også opfyldt sit krav om betaling af den store gæld. Herefter indsatte han Kleopatra som regent over Egypten sammen med en ny medregent, hendes yngre bror  Ptolemaios XIV. Selvom Cæsars krig i Alexandria antyder, at han forlod Egypten med det samme, blev han faktisk i landet i omkring tre måneder. Han sejlede op ad Nilen med Kleopatra, sandsynligvis mest for at hvile sig, men måske også for at understrege Roms støtte til Kleopatras nye regime.
Nyheder om uro i Lilleasien tvang Cæsar til at forlade Egypten i midten af 47 f.Kr. Kilder antyder, at Kleopatra allerede var gravid på dette tidspunkt. Cæsar efterlod tre legioner for at sikre Kleopatras styre. Kleopatra fødte sandsynligvis et barn i slutningen af juni, som hun kaldte "Ptolemaios Cæsar", mens alexandrinerne kaldte ham "Caesarion". Cæsar antog sandsynligvis, at barnet var hans, da han tillod brugen af navnet.

### Krig mod Pontos
Under borgerkrigen i Rom så Farnakes II sit snit til at generobre de landområder, som hans far havde mistet under den Tredje Mithridatiske Krig. Han invaderede hurtigt store dele af Kappadokien, Armenien, det østlige Pontus og Lille Kolchis. Romerske kilder beskriver ham som grusom, idet de påstår, at han beordrede kastration af alle tilfangetagne romere. Disse angreb var ubestridte, efter at Pompejus havde tømt østen for tropper. Dog kæmpede Cæsars legat, Gnæus Domitius Calvinus, forgæves imod ham nær Nicopolis i december 48. f.Kr. med en uerfaren styrke.
Cæsar forlod Egypten og drog nordpå langs den østlige Middelhavskyst. Han bevægede sig direkte mod Farnakes' invasionsstyrke for at beskytte sin prestige, der ville have lidt et alvorligt knæk, hvis en udenlandsk invasion fik lov at gå ustraffet hen. Farnakes forsøgte at forhandle med Cæsar, men Cæsar afviste alle forhandlinger og mindede ham om hans behandling af romerske fanger. Cæsar krævede, at Farnakes straks skulle trække sig tilbage fra alle besatte områder, returnere deres plyndret bytte og frigive alle fanger.
Da romerne ankom i nærheden af bjergbyen Zela, indledte Farnakes et frontalangreb, mens romerne forskansede sig. Angrebet skabte forvirring blandt Cæsars styrker, men de reorganiserede sig hurtigt og drev Farnakes mænd ned ad bakken. Efter et gennembrud på Cæsars højre flanke blev Farnakes' hær fuldstændig slået på flugt. Han flygtede tilbage til sit kongerige, men blev hurtigt myrdet. Hele Cæsars felttoget tog kun få uger.
Sejren over Farnakes var så hurtig, at Cæsars i et brev til en ven i Rom spøgte med ordene "Veni, vidi, vici" ("Jeg kom, jeg så, jeg sejrede"). Udtrykket blev senere båret på skilte under hans triumftog for sejren i Pontos. Han hånede også Pompejus for at opnå berømmelse ved at kæmpe mod så svage fjender.

### Kort tilbagevenden til Rom og mytteri
Samtidig ledte Cato sine styrker fra Cyrenaica over ørkenen til Afrika (nutidens Tunesien) og forende disse styrker med Metellus Scipios mænd; disse, sammen med Labienus, fik en af Cæsars guvernører i Hispania Ulterior til at skifte side.
Cæsar vendte tilbage til Italien og Rom sidst i 47 f.Kr. I Brundisium mødte han og benåde Cicero, som havde opgivet håbet om Pompejus' sejr efter dennes død. Ved sin tilbagekomst gjorde han det klart, at hans tillid til Antonius – men overraskende nok ikke Dolabella – var forsvundet. Cæsar valgte tilstrækkelige suffect magistrater for 47 f.Kr. samt magistrater for det nye år (46 f.Kr.). Han udnævnte sine mænd til præstekollegierne og suffekt-embederne, samt udvidede antallet af praetorer fra otte til ti for at belønne dem for deres loyalitet. For sit eget vedkommende nægtede han at fortsætte som diktator, og lod sig i stedet udpege som konsul sammen med Lepidus.
Mytteristerne i Campania blev ikke beroliget af Cæsars tilbagevenden. Cæsar sendte en af sine løjtnanter, den kommende historiker Gaius Sallustius Crispus (også udnævnt til praetor i 46 f.Kr.), for at tale med mændene, men Sallust blev næsten dræbt af en hob. Herefter mødte Cæsar selv personligt tropperne, der nu rykkede bevæbnet mod Rom; han gav dem øjeblikkelig afskedigelse, og lovede dem, at de ville modtage deres jord- og pensionsbonusser og tiltalte dem som quirites (borgere). Hans mænd – som var chokeret over deres tilfældige afskedigelse – bad Cæsar om at tage dem tilbage i tjeneste. Cæsar lod, som om han tøvede, men lod sig overtale og noterede sig oprørslederne, som han herefter placerede i udsatte og farlige positioner under den kommende kampagne.
Mens han befandt sig i Italien, konfiskerede og solgte han også Pompejus' og hans modstandernes (der enten var døde eller endnu ikke benådet) ejendom. Herefter lånte han også yderligere midler. Han håndterede Dolabellas forslag om gældssanering ved at afvise dette med argumentet, at hans egen store gæld (som han lige havde stiftet) ville have gjort ham til den primære begunstigede af sådan en plan. Beslutningen om at sælge de konfiskerede ejendomme til markedspris skuffede nogle af Cæsars allierede, men indikerede også hans alvorlige økonomiske situation.

### Afrikanske kampagne
I slutningen af december 47 f.Kr. beordrede Cæsar sine mænd til at samles i Lilybaeum på Sicilien. Han medbragte et medlem af Scipio-familien – en Scipio Salvito eller Salutio – på denne måde at udnytte myten om, at ingen Scipio kunne besejres i Afrika. Han samlede seks legioner der og rejste til Afrika den 25. december 47 f.Kr. Overfarten blev dog forstyrret af en voldsom storm, og kun omkring 3.500 legionærer og 150 kavalerister fik i land med ham nær den fjendtlige havn Hadrumentum. Legenden siger, at Cæsar faldt ned på stranden i forbindelse med landgangen, men da han landede grinede han det dårlige varsel af og greb to håndfulde sand og erklærede "Jeg har fat i dig, Afrika!".

#### Ruspina
Inden slaget ved Thapsus var Cæsars styrker stærkt i undertal. Metellus Scipio rådede over ti legioner (sandsynligvis underbemandede ligesom Cæsars) og store kontingenter af allieret kavaleri under ledelse af Kong Juba I af Numidia, der også havde omkring 120 krigs elefanter til rådighed. Overraskelsen var på Cæsars side, hvilket gav ham den nødvendige tid til at finde og reorganisere sine spredte tropper. Han sendte også bud til Sicilien om forstærkning. Da Pompeianerne allerede havde sikret sig størstedelen af de tilgængelige forsyninger, var Cæsar tvunget til at handle hurtigt. Han omgik Hadrumentum, der nægtede at overgive sig, og etablerede baser ved Ruspina. Herfra ledte han en stor forsyningsgruppe, der stød sammen med Labienus' styrker i et mindre slag. Cæsars uerfarne tropper vaklede under angreb fra numidisk skirmycer-kavaleri det meste af dagen, før de trak sig tilbage efter et modangreb. Dette resulterede i et strategisk nederlag, da Cæsar blev forhindret i at skaffe forsyninger.
Da Cæsar forsyninger var lave, befæstede han sin lejr ved Ruspina. Samtidig forenede Metellus Scipio sine styrker med Labienus' blot tre mil fra Cæsars position. forsøgte at slutte sig til dem, men blev tvunget til at omdirigere sig mod vest, da hans kongerige blev invaderet af rivalen Bocchus II af Mauretania. Bocchus' hær blev ledet af den romerske lejesoldat Publius Sittius, der var flygtet fra Rom efter sammenbruddet af Catilinas oprør. Dette var et heldigt tilfælde for Cæsar, som ikke havde planlagt det. Scipios hær led under udbredt desertation, men Cæsar fastholdt en defensiv strategi indtil han blev forstærket med to legioner – 800 galliske kavalerister og betydelige mængder madforsyninger. Herefter gik han igen i offensiven.
Efter nogle mindre træfninger mellem Cæsar og Metellus Scipio ved byens udkant og den pompejanske vandkilde ved Uzitta, blev Metellus Scipio forstærket med Jubas allierede kavaleri og tunge infanteri. Yderligere træfninger om terrænfordele omkring Uzitta fulgte. Herefter blev Cæsars styrker forstærket af veteranlegionerne, der tidligere havde gjort oprør i Campania. Da han var ved at løbe tør for forsyninger, og der var ringe chance for at indtage Uzitta, besluttede Cæsar sig for at marchere væk. Han indtog dog nogle forsyningsdepoter, før han rykkede frem og belejrede Thapsus.

#### Thapsus og tilbagevenden
Ved at manøvrere på en måde, der indsnævrede fronten, tvang Cæsar Pompejus' hær til at stille op til kamp. Dette begrænsede fordelen ved Metellus Scipios større troppestyrke. Cæsar henvendte sig derefter til sine mænd, som spontant angreb fjendens linjer og overraskede dem fuldstændigt, hvilket førte til en hurtig sejr. Plutarch fortæller dog en anden historie. Ifølge ham frygtede Cæsar et epileptisk anfald og blev bragt til hvile, hvilket ledte til et forvirret angreb. Uanset forløbet blev Metellus Scipios hær totalt nedkæmpet med enormt tab: omkring 10.000 døde Pompejanere mod kun 50 caesariske tab. Metellus Scipio og resten af den pompeianske ledelse var dog i stand til at undslippe, selvom de fleste ville ende med at dø i løbet af nogle uger – enten som følge af selvmord eller henrettelse efter tilfangetagelse. Metellus Scipio forsøgte at flygte til søs, men begik selvmord, da han blev opsnappet af caesariske skibe. Juba og en pompejansk officer ved navn Marcus Petreius indgik en pagt om at begå selvmord ved at kæmpe mod hinanden. Labienus undslap og tog til Spanien, hvor han sluttede sig til Gnæus og Sextus Pompejus.
Under felttoget før Thapsus befandt Cato den Yngre sig i byen Utica og deltog derfor ikke i slaget. Da han blev informeret om nederlaget, rådførte han sig med sine soldater, der kun talte tre hundrede og var håbløst undertallige. Efter aftensmad tog Cato sit sværd og stak sig selv i maven. Larmen tilkaldte en læge, men Cato flåede suturerne op og "begyndte at flå sine egne indvolde ud" og døde, før nogen kunne forhindre ham.
Cæsar var skuffet over, at han ikke ville være i stand til at benåde Cato, der havde begået selvmord primært "på grund af et ønske om at undgå fjendens barmhjertighed". Herefter blev han i Afrika for at ordne forholdene i regionen og idømte byer, der havde støttet Pompejus, strafgebyrer. Han indledte også en kort affære med Eunoë, hustru til kong Bogud af Mauretania. I juni 46 f.Kr. forlod han Afrika med kurs mod Rom, med et stop på Sardinien undervejs, og vendte tilbage til byen nær slutningen af juli.

### Anden kampagne i Spanien og afslutningen på borgerkrigen
Efter sin tilbagevenden til Rom fejrede Cæsar fire triumfer: én for Gallien, én for Egypten, én for Lilleasien og én for Afrika. Sejren over andre (med)romere i Afrika blev af "taktisk[e]" årsager betragtet som en sejr over Jubas Numidia. Festlighederne begyndte den 21. september og varede frem til den 2. oktober med overdådige parader med fanger og plyndrede skatte. Som triumfator tillod Cæsar sig selv at blive forudgået af hele 72 liktorer – langt mere end en romersk konsuls normale tolv og en diktators almindelige 24 – hvilket var symbolsk for hans tre diktatorperioder. Der blev afholdt enorme lege og offentlige banketter. Cæsar gav desuden sine mænd enorme donationer svarende til mere end seksten års løn, og endnu mere til centurioner og officerer.
Hovedkilden til felttoget i Spanien er kendt som Den Spanske Krig (eller Bellum Hispaniense). Denne kilde blev sandsynligvis skrevet af en af Cæsars officerer, "men er med afstand den mindst tilfredsstillende af de bøger, der er føjet til hans Commentaries". Elizabeth Rawson beskriver i Cambridge Ancient History en "kluntet fortæller". Andre kritikpunkter er rettet mod selve skriveriet: dets "halvuddannede latin", dets status som "den mest uuddannede og irriterende bog i den klassiske litteratur", med "en yderst elendig stil" og "dårlige efterligninger af Cæsars klarhed".

#### Tidlig kampagne
Cæsar rejste dog til Spanien i november 46 f.Kr. for at undertrykke modstanden her. Hans udnævnelse af Quintus Cassius Longinus, efter hans første felttog i Spanien, havde ledt til et oprør: Cassius' "grådighed og... ubehagelige temperament" fik mange provinsbeboere og tropper til åbent at erklære sig som tilhængere af pompejanerne – delvist samlet af Pompejus sønner Gnæus og Sextus. Pompejanerne i Spanien fik desuden selskab af andre flygtninge fra Thapsus, herunder Labienus.
Efter at have modtaget dårlige nyheder fra Den Iberiske Halvø, drog Cæsar afsted med blot én erfaren legion. Mange af hans veteraner var blevet afskediget, og han overlod Italien til sin nye magister equitum, Lepidus.  Han førte i alt otte legioner med sig, hvilket gav anledning til frygt for, at han ville blive besejret af Gnæus Pompejus' formidable styrke på over tretten legioner og yderligere hjælpesoldater (auxilia). Felttoget i Spanien var fyldt med grusomheder, da Cæsar behandlede sine fjender som oprørere. Cæsars mænd prydede deres fæstningsværker med afhuggede hoveder og massakrerede fjendtlige soldater.
Cæsar ankom først til Spanien og brød belejringen af Ulia. Derefter marcherede han mod Corduba, der var besat af Sextus Pompejus, som havde anmodet sin bror Gnæus om forstærkning. På Labienus' råd nægtede Gnæus i første omgang at tage kampen op ved Ilerda, hvilket tvang Cæsar til at belejre byen gennem vinteren. Belejringen blev dog afbrudt på grund af manglende fremgang. Cæsar flyttede sig herefter for at belejre Ategua, mens Gnæus' hær fulgte efter ham. Betydelige deserteringer begyndte dog at svække Pompejus' styrker, og Ategua overgav sig den 19. februar 45 f.Kr., selv efter at den pompejanske kommandant havde massakreret formodede desertører og deres familier på byens mure. Gnæus Pompeys styrker trak sig tilbage fra Ategua bagefter,  efterfulgt af Cæsar.

#### Munda
Deserteringer tvang Gnæus Pompejus til at kæmpe på en højderyg nær Munda. Cæsar – der søgte en afgørende sejr – stillede sine tropper op og lod dem marchere op ad højderyggen for at angribe Pompejus' soldater i en hård kamp. Cæsars styrker vaklede, og Cæsar selv måtte ile til frontlinjen for personligt at opildne sine mænd til kamp.
Sejren kom først da Cæsars tiende legion (på hans højre flanke) brød igennem den pompeianske linje. Labienus forsøgte at lukke hullet med en legion, men denne flanke var allerede på flugt som følge af Cæsars kavaleri, der drev de pompeianske styrke på flugt. Kampene var så hårde, at Plutarch fortæller, at Cæsar fortalte sine venner "Jeg har ofte kæmpet for sejr, men aldrig før for mit liv". Sveton hævder, at Cæsar overvejede selvmord i fortvivlelse. Cæsar mistede omkring 1.000 soldater, "hvilket er et højt tal for en hær, der næppe talte meget mere end 25.000-30.000 mand".
Labienus blev dræbt i kampene. Gnæus Pompejus undslap, men blev kort tid efter fanget og halshugget. Sextus Pompejus formåede at flygte og gå i skjul, og der opstod et mindre oprør på den anden side af Middelhavet i Syrien under Quintus Caecilius Bassus, som fortsatte, men borgerkrigen var forbi.

#### Tilbagevenden til Rom
Sejren fik Senatet i Rom til at erklære 50 dages taksigelse, give Cæsar titlen "Befrier" og indvie et tempel til Friheden. Yderligere hædersbevisninger blev givet i de kommende måneder af et sykofantisk Senat, herunder retten til at sidde på en særlig stol mellem konsulerne i Senatet, opstilling af en elfenbensstatue af Cæsar på Kapitol lige ved siden af kongerne og i templet for Quirinus. Måneden for hans fødselsdag, Quinctilis, blev omdøbt i hans ære (senere kendt som juli); et tempel for hans mildhed blev opført, han fik det permanente navn Imperator og han modtog titlen parens patriae (sit lands fader).
På vej tilbage til Rom rejste Cæsar gennem det sydlige Gallien og Narbo Martius. Under rejsen grundlagde han en række kolonier for sine veteraner, belønnede sine soldater og støtter og tildelte forskellige galliske byer latinske rettigheder. Han mødte også og forsonede sig med Marcus Antonius. Mens han var i Cisalpine Gallien, lovede han også Marcus Junius Brutus, at han ville udpeget som praetor i 44 f.Kr. og muligvis ville blive udpeget konsul i 41 f.Kr.
Cirka et år efter han forlod Rom, i oktober 45 f.Kr., vendte Cæsar tilbage for at fejre en triumf over sejren over sine medborgere, hvilket efterlod et dårligt indtryk. Han tillod desuden to af sine legater – Quintus Pedius og Quintus Fabius Maximus – også at få tildelt triumfer. Ingen af disse fejringer var populære blandt kritikere i Senatet. Ej heller var Cæsars devaluering af konsul-embedet, herunder andre politiske embeder: For eksempel døde en af konsulerne på årets sidste dag i 45 f.Kr., hvilket afstedkom, at Cæsar indkaldte til et valg for at gøre en af sine allierede, Gajus Caninius Rebilus, til konsul for et par timer om eftermiddagen, hvilket fik Cicero til at skrive til en ven "hvis du kunne se det, ville du græde".
Cæsar begyndte at planlægge en ambitiøs felttog ind i Dacia og Parthia, da han vendte tilbage.

## Efterspil
Cæsars udnævnelse til diktator under borgerkrigen, først midlertidigt – derefter permanent i begyndelsen af 44. f.Kr. – sammen med hans de facto og sandsynligvis uendelige halv-guddommelige monarkiske styre, ledte til en sammensværgelse, der lykkedes med at myrde ham på Idus Martiae i 44. f.Kr. (tre dage før Cæsar havde planer om drage østpå til Parthia). Blandt de sammensvorne var mange tidligere pro-Cæsarianske officerer, som havde ydet fremragende militærtjeneste under borgerkrigene, såvel som mænd, der var blevet benådet af Cæsar under borgerkrigen.
Nogle forskere, såsom Erich Gruen, ser Cæsars borgerkrig som den udløsende begivenhed for republikkens fald. Fra dette perspektiv forårsagede borgerkrigen –  udløst af fejlbedømmelser snarere end design –  republikkens sammenbrud ved at sætte gang i en langsigtet forstyrrelse af den fungerende republikanske politiske kultur. Andre ser borgerkrigen som et symptom på republikkens sammenbrud, enten i form af republikkens fremmedgørelse af forskellige interessegrupper (i henhold til Peter Brunt) eller i form af en langvarig politisk "krise uden alternativ", hvor republikanske institutioner ikke var i stand til at gennemføre de nødvendige reformer indefra, samtidig med af de havde en sådan status, at ingen alternativer blev seriøst overvejet (i henhold til Christian Meier).

### Moderne kilder
- Batstone, William Wendell; Damon, Cynthia (2006). Caesar's Civil War. Oxford: Oxford University Press. ISBN 978-0-1980-3697-5. OCLC 78210756.
- Beard, Mary (2015). SPQR: a history of ancient Rome (1st udgave). New York. ISBN 978-0-8714-0423-7. OCLC 902661394.
- Breed, Brian W; Damon, Cynthia; Rossi, Andreola, red. (2010). Citizens of discord: Rome and its civil wars. Oxford: Oxford University Press. ISBN 978-0-1953-8957-9. OCLC 456729699.
- Broughton, Thomas Robert Shannon (1952). The magistrates of the Roman republic. Vol. 2. American Philological Association.
- Brunt, P.A. (1971). Italian Manpower 225 B.C.–A.D. 14. Oxford: Clarendon Press. ISBN 0-1981-4283-8.
- Drogula, Fred K (2015). Commanders and Command in the Roman Republic and Early Empire. University of North Carolina Press Books. ISBN 978-1-4696-2127-2.
- Ehrhardt, C T H R (1995). "Crossing the Rubicon". Antichthon. 29: 30-41. doi:10.1017/S0066477400000927. ISSN 0066-4774. S2CID 142429003.
- Millar, Fergus (1998). The Crowd in Rome in the Late Republic. Ann Arbor: University of Michigan Press. doi:10.3998/mpub.15678. ISBN 978-0-4721-0892-3.
- Flower, Harriet I (2010). Roman republics. Princeton: Princeton University Press. ISBN 978-0-6911-4043-8. OCLC 301798480.
- Gruen, Erich S (1995). Last Generation of the Roman Republic. ISBN 0-5200-2238-6. OCLC 943848.
- Gelzer, Matthias (1968). Caesar: Politician and Statesman (engelsk). Harvard University Press. ISBN 978-0-6740-9001-9.
- Goldsworthy, Adrian (2002). Caesar's Civil War: 49–44 BC. Oxford: Osprey Publishing. ISBN 1-8417-6392-6.
- Goldsworthy, Adrian (2006). Caesar: Life of a Colossus. Yale University Press. ISBN 978-0-3001-2048-6.
- Rawson, Elizabeth (1992). "Caesar: civil war and dictatorship".  I Crook, John; Lintott, Andrew; Rawson, Elizabeth (red.). The last age of the Roman republic. The Cambridge ancient history. Vol. 9 (2nd udgave). Cambridge University Press. ISBN 0-5218-5073-8. OCLC 121060.
- Morstein-Marx, Robert; Rosenstein, NS (2006). "Transformation of the Roman republic".  I Rosenstein, NS; Morstein-Marx, R (red.). A companion to the Roman Republic. Blackwell. s. 625ff. ISBN 978-1-4051-7203-5. OCLC 86070041.
- Morstein-Marx, Robert (2007). "Caesar's Alleged Fear of Prosecution and His "Ratio Absentis" in the Approach to the Civil War". Historia: Zeitschrift für Alte Geschichte. 56 (2): 159-178. doi:10.25162/historia-2007-0013. ISSN 0018-2311. JSTOR 25598386. S2CID 159090397.
- Rafferty, David (2015). "The Fall of the Roman Republic" (PDF). Iris. 28: 58-69.
- Tempest, Kathryn (2017). Brutus: the noble conspirator. ISBN 978-0-3001-8009-1. OCLC 982651923.

### Primære kilder
- Caesar (1917) [1st century BC]. Gallic War. Loeb Classical Library. Oversat af Edwards, Henry John. Harvard University Press. ISBN 978-0-6749-9080-7 – via LacusCurtius.
- Skabelon:Cite wikisource
- Plutarch (1919) [2nd century AD]. "Life of Caesar". Parallel Lives. Loeb Classical Library. Vol. 7. Oversat af Perrin, Bernadotte. Harvard University Press.
- Plutarch (1917) [2nd century AD]. "Life of Pompey". Parallel Lives. Loeb Classical Library. Vol. 5. Oversat af Perrin, Bernadotte. Harvard University Press.
- Pseudo-Caesar (1955). "The Alexandrian War". Caesar: Alexandrian war, African war, Spanish war. Loeb Classical Library. Oversat af Way, AG. Harvard University Press. ISBN 978-0-6749-9443-0 – via LacusCurtius.

## Eksterne links
- Lewis E 83 Historia belli civilis inter Caesarem et Pompeium på OPenn